# Sistema de finestres

Esquema de les capes de la interfície gràfica d'usuari

Sistema de finestres base de Wayland.

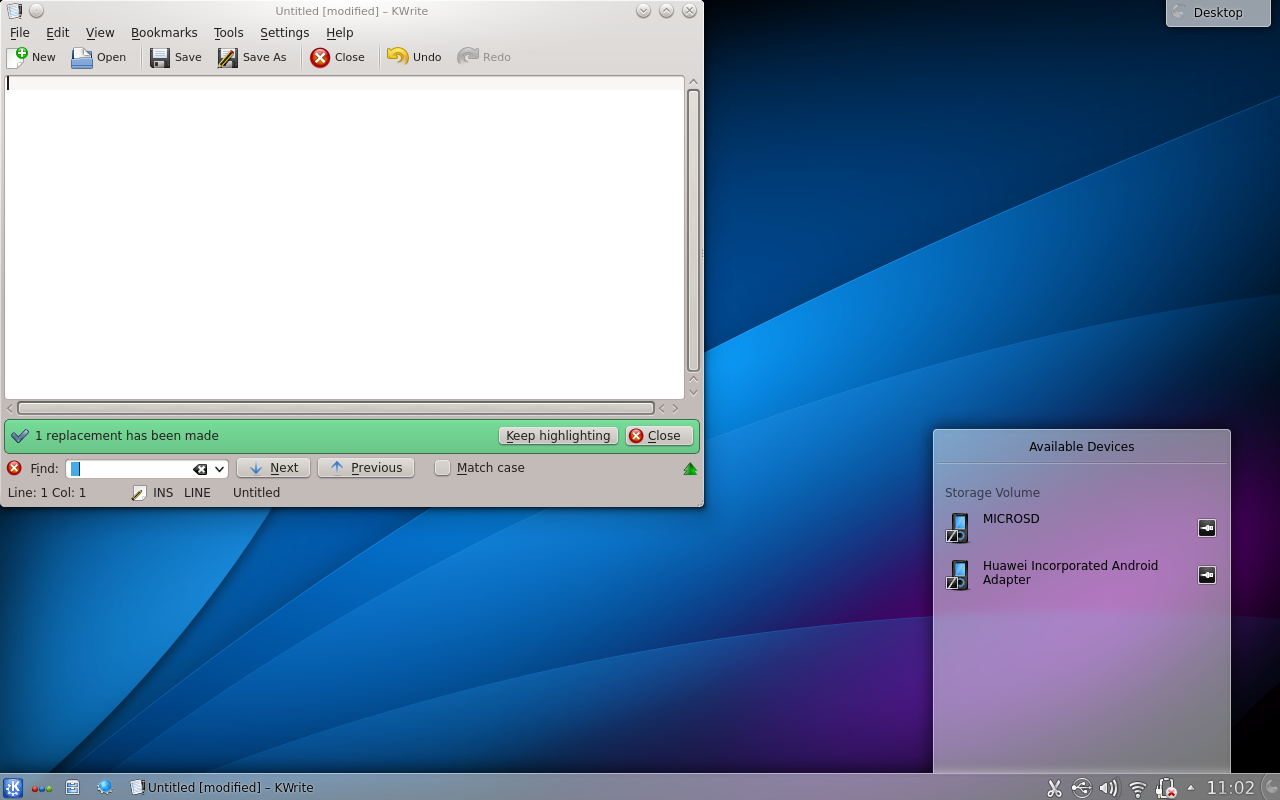
Entorn d'escriptori KDE.

Un sistema de finestres és un component d'una interfície gràfica d'usuari (IGU o GUI), més específicament d'un entorn d'escriptori, que dona suport a l'aplicació dels gestors de finestres i proporciona suport bàsic per a maquinari com ratolins i teclats. El cursor del ratolí és, en general, dibuixat pel sistema de finestres.
L'expressió sistema de finestres a vegades s'utilitza per referir-se a altres elements d'una interfície gràfica, com els pertanyents als gestors de finestres o fins i tot aplicacions. Si bé en alguns sistemes operatius la distinció entre les aplicacions, els gestors de finestres i les tecnologies de suport són difuses, en sentit estricte, un sistema de finestres no inclou finestres en si mateix.
Del punt de vista d'un programador, un sistema de finestres implementa primitius gràfics com a representació de tipus tipogràfics o traçant una línia a la pantalla, proporcionant una abstracció eficaç del maquinari de gràfics des d'elements de nivell més alts de la interfície gràfica com gestors de finestres.
Un sistema de finestres permet a l'usuari informàtic treballar amb diversos programes simultàniament. Cada programa s'executa a la seva pròpia finestra, que és generalment una àrea rectangular de la pantalla. La majoria dels sistemes de finestres permeten la superposició de finestres.
Alguns sistemes de finestres, com el sistema X Window, posseeixen capacitats avançades com transparència de xarxa, les quals permeten a l'usuari mostrar aplicacions gràfiques que s'executen en una màquina remota. El sistema X Window assumeix un plantejament estrictament estratificat, i no implementa qualsevol política específica quant a l'aspecte i comportament de les interfícies gràfiques d'usuari, deixant això a càrrec dels gestors, eines de ginys i entorn d'escriptori.

## Llista de sistemes de finestres

### Sistemes de finestres per a sistemes operatius tipusUnix
- 8 ½ i Rio per a Plan 9
- Fresco/Berlin
- FBUI
- ManaGeR (MGR)
- MicroXwin (proporciona GUI més ràpid i ús de disc/memòria petit però tanmateix compatible amb X Window)
- NeWS / Xnews
- NeXT DPS
- Quartz Compositor integrat a Mac OS X
- Wayland, successor de X11 (servidor de pantalla extremadament simple utilitzant tecnologia avançada de nucli Linux i DRI/DRI2 per fer una GUI ràpida)
- X Window System (programari lliure, estàndard de facto a Linux i altres sistemes operatius tipus Unix)

### Altres
- DM
- GEM
- OPIE
- Intuition
- Microwindows
- MiniGUI
- OOHG

Sistemes operatius com Microsoft Windows, Mac OS (versió 9 i 9 i anteriors) i Palm OS, contenen un sistema de finestres que s'integra amb el SO. Windows Vista integra el Desktop Window Manager.

#### Sistemes de finestres web
- Dojo
- ExtJS
- WebWM, Web Window Manager